# Jorge de León

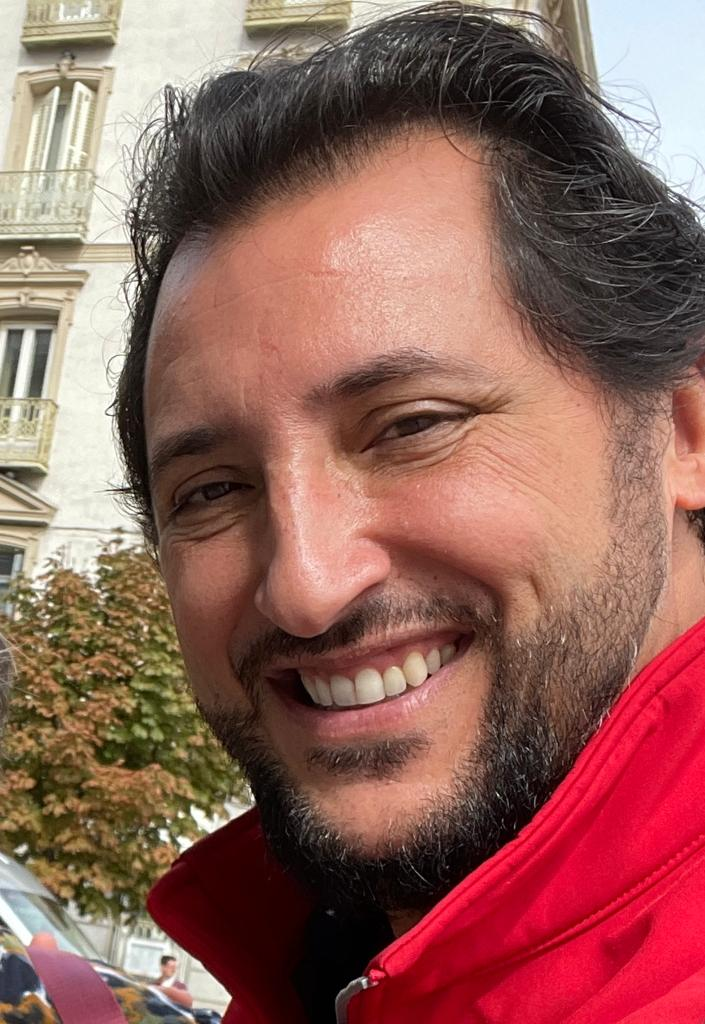
Jorge de León

Jorge de León (geboren am 1. November 1970 in Santa Cruz de Tenerife) ist ein spanischer Opernsänger in den Fächern Spinto und Heldentenor.  Er zählt zu den erfolgreichsten Sängern seiner Zeit und ist an bedeutenden Bühnen aufgetreten, an der Wiener Staatsoper, der Mailänder Scala, in der Arena di Verona und an der Metropolitan Opera in New York.
In seinem Heimatland wurde er von allen wichtigen Opernhäusern verpflichtet, dem Teatro Real in Madrid und dem Teatro Liceu in Barcelona, im Teatro de la Zarzuela von Madrid, im Teatro de la Maestranza von Sevilla und am Palau de les Arts Reina Sofía von Valencia, weiters in Las Palmas, Málaga, Menorca, Murcia, Oviedo, Pamplona, Teneriffa und Valladolid. Er ist auch in zahlreichen Zarzuelas aufgetreten.

## Leben und Werk
Jorge de León studierte am Konservatorium seiner Heimatstadt (bei Isabel Garcia Soto), danach in Italien (bei Giuseppe Valdengo) und wiederum in Spanien (bei Alfonso Leoz). 2004 gewann er den premio José Carreras als bester Tenor – im Rahmen der Julián Gayarre International Singing Competition and Concorso Vocale Internazionale di Musica Sacra. Erste Erfolge auf der Opernbühne erzielte er mit Verdi, Alfano und Bizet – in Nizza, Madrid und Sevilla. 2010 sprang er in Madrid als Andrea Chenier ein und wurde hoch gelobt. Ebenfalls 2010 debütierte er als Don José in der Arena von Verona, im Jahr darauf in derselben Rolle in Neapel und Palermo. 2012 war das Jahr seines Durchbruchs zur Weltspitze: An der Wiener Staatsoper stellte er sich als Pinkerton vor, am Teatro alla Scala in Mailand als Radames und beim Maggio Musicale Fiorentino als Calaf. In Wien war er in der Folge auch als Macduff, Radames und Mario Cavaradossi zu sehen und zu hören. Häufig arbeitete er mit dem Dirigenten Zubin Mehta zusammen, fallweise mit Lorin Maazel. 2017 debütierte er als Radames an der Metropolitan Opera. Er war auch in Los Angeles, Tel Aviv, in China und mehrmals in Japan verpflichtet.
Er ist verheiratet und hat zwei Töchter, die auf Teneriffa leben.

## Rollen (Auswahl)
| Alfano: - Christian in Cyrano de Bergerac Bizet: - Don José in Carmen Catalani: - Giuseppe Hagenbach in La Wally de Falla: - Paco in La vida breve Giordano: - Titelpartie in Andrea Chénier Leoncavallo: - Canio in Pagliacci Mascagni: - Turridu in Cavalleria rusticana Moreno Torroba: - Javier in Luisa Fernanda |  | Puccini: - Renato Des Grieux in Manon Lescaut - Mario Cavaradossi in Tosca - Pinkerton in Madama Butterfly - Kalaf in Turandot Sorozábal: - Principe Sergio in Katiuska Verdi: - Gaston in Jérusalem - Macduff in Macbeth - Manrico in Il trovatore - Riccardo in Un ballo in maschera - Radames in Aida - Titelpartie in Don Carlos - Titelpartie in Otello |